# Модель Фельдмана — Махаланобиса
Модель Фельдмана — Махаланобиса — марксистская модель экономического развития, созданная независимо друг от друга советским экономистом Григорием Фельдманом в 1928 году и индийским статистиком Прасантой Чандрой Махаланобисом в 1953 году. Фельдман, которого наряду с Евгением Преображенским рассматривают как одного из авторов советской стратегии экономического роста, реализованной в первых советских пятилетках, после 1930 года был исключен из активной деятельности и забыт в СССР на долгие годы, пока его работы не переоткрыл для западной аудитории Евсей Домар в 1957 году. Махаланобис, сыгравший ключевую роль в составлении Второй индийской пятилетки, оказался в центре наиболее драматичных экономических дебатов в Индии.

## Развитие модели
Суть модели заключается в том, что для создания сектора (отраслей) по производству потребительских товаров для внутреннего потребления в первую очередь необходимы инвестиции в создание потенциала для производства средств производства. Инвестиции в сектор (отрасли) по производству капитальных товаров (средств производства) в долгосрочной перспективе расширяют возможности по производству товаров народного потребления. Различие между двумя типами товаров — потребительскими и капитальными товарами — было более четкой формулировкой идеи о различии между предметами потребления и средствами производства, высказанной Марксом в «Капитале», а также помогло лучше понять необходимый компромисс между объёмами текущего и будущего потребления. Эти идеи в виде двухсекторной модели роста были впервые представлены в 1928 году Фельдманом, экономистом, работавшим в Комиссии генерального плана при Госплане СССР.
Нет никаких свидетельств того, что Махаланобис знал о работах Фельдмана. Он создал свою модель в качестве аналитической основы для второго пятилетнего плана Индии в 1953 году по поручению премьер-министра Джавахарлала Неру, поскольку правительство Индии считало, что необходимо разработать теоретическую модель второго пятилетнего плана с учётом опыта первой индийской пятилетки (1951—1956 гг.). В первой пятилетке особое внимание уделялось инвестициям для накопления капитала в духе односекторной модели Харрода-Домара. В годы первой индийской пятилетки считали, что производство требует капитала и что капитал может быть накоплен за счет инвестиций; чем быстрее накапливается капитал, тем выше будет темп роста. Наиболее фундаментальная критика этого тезиса исходила от Махаланобиса, который сам работал с одним из вариантов первого пятилетнего плана в 1951 и 1952 годах. Критика в основном касалась неспособности модели справиться с реальными ограничениями экономики, такими как игнорирование фундаментальных проблем выбора с течением времени, отсутствие связи между моделью и фактическим выбором проектов для государственных расходов. Впоследствии Махаланобис представил свою знаменитую двухсекторную модель, которую он позже расширил до четырёхсекторной версии.

## Исходные предположения модели
Предположения, при которых верна модель Махаланобиса, следующие:
- Предполагаем закрытую экономику .
- Экономика состоит из двух секторов: сектор потребительских товаров C и сектор капитальных товаров K.
- Средства производства не подлежат перемещению между секторами[5].
- Производственные мощности полностью загружены.
- Инвестиции определяются предложением капитальных товаров (средств производства).
- Цены не меняются.
- Капитал является единственным ограниченным фактором.
- Производство средств производства не зависит от производства товаров народного потребления.

## Основы модели
Выходное уравнение объёма выпуска при полной загрузке производственных мощностей выглядит следующим образом:
{\displaystyle Y_{t}=Y_{0}\left\lbrace 1+\alpha _{0}{\frac {\lambda _{k}\beta _{k}+\lambda _{c}\beta _{c}}{\lambda _{k}\beta _{k}}}\left\lbrack (1+\lambda _{k}\beta _{k})^{t}-1\right\rbrack \right\rbrace }
В модели темпы роста определяются долей инвестиций в сектор капитальных товаров {\displaystyle \lambda _{k}}и долей инвестиций в сектор потребительских товаров {\displaystyle \lambda _{c}}. Если мы решим увеличить значение {\displaystyle \lambda _{k}} таким образом, что оно будет больше, чем значение {\displaystyle \lambda _{c}}, то первоначально это приведёт к более медленному росту в краткосрочной перспективе, но в долгосрочной перспективе позволит повысить темп роста и в конечном итоге достичь более высокого уровня потребления. Другими словами, инвестиции в средства производства только в долгосрочной перспективе позволят увеличить выпуск потребительских товаров, что не позволяет увеличить текущее потребление в коротком периоде.

## Критика
Одно из наиболее распространённых критических замечаний в адрес модели заключается в том, что Махаланобис почти не обращал внимания на ограниченность накоплений, которые, как он полагал, исходят из промышленного сектора. Однако развивающиеся страны не имеют этой возможности, поскольку первые этапы накопления обычно происходят из сельскохозяйственного сектора. Он также не упоминает налогообложение, важный потенциальный источник капитала. Более серьёзная критика — это ограниченность допущений, на которых основана эта модель, например, отсутствие внешней торговли, это допущение не может быть оправдано сегодня для развивающихся стран. Ещё одна критика заключается в том, что страна, которая будет использовать эту модель, должна быть достаточно большой, чтобы иметь все сырьевые ресурсы, необходимые для обеспечения устойчивости, поэтому модель не применима к малым странам.

## Практическое применение
Модель была применена на практике в 1956 году как теоретическая основа для второй индийской пятилетки. Однако через два года начали проявляться первые проблемы, например, неожиданные и необходимые статьи расходов способствовали увеличению денежной массы и росту инфляции. Самой большой проблемой было уменьшение валютных резервов из-за либерализации политики импорта и международной напряжённости, что привело к изменениям во Втором пятилетнем плане Индии в 1958 году. От него окончательно отказались и заменили Третьим пятилетним планом в 1961 году.